# Pacza (obwód wołogodzki)
Pacza (ros. Пача) – wieś (dieriewnia) w Rosji, w obwodzie wołogodzkim, w rejonie szestnińskim. W 2010 liczyła 410 mieszkańców.